# Бернхардт, Эдгар Андреевич
Эдгар Андреевич Бернхардт (урожд. Воробьёв; род. 30 марта 1986, Новопавловка, Сокулукский район) — киргизский футболист, полузащитник. Выступал за сборную Кыргызстана.

## Клубная карьера
Родился 30 марта 1986 года в селе Новопавловка Чуйской области Киргизской ССР в немецкой семье. В детстве вместе с семьёй переехал в Германию. Отец и мать родом из Сибири, переехавшие позднее в Киргизскую ССР. После переезда в Германию семья сменила фамилию Воробьевы на Бернхардт (фамилия по немецкой линии матери).
Играл за клубы Германии в различных по уровню лигах. Играл также за клубы Нидерландов, Финляндии и Польши, за таиландский и оманский клуб. В январе 2015 года находился на просмотре в казахском «Кайсаре», но до подписания контракт с клубом дело не дошло.
Летом 2016 года заключил годичный контракт с «Энерги». В июне 2017 года стал игроком польской «Стали» из Мелеца.
Летом 2020 года перешёл в «Дордой», заключив полугодичное соглашение. Дебют в составе команды состоялся в игре чемпионата Кыргызстана против «Каганата». В январе 2021 года прибыл на просмотр в узбекский «Андижан». Спустя месяц заключил с «Андижаном» полноценное соглашение.. Летом 2021 года вернулся в «Дордой», где выступал до конца года.
В январе 2023 года подписал контракт с таиландским «Удон Тхани».
В ноябре 2023 года объявил о завершении игровой карьеры.

## Карьера в сборной
Дебютировал за сборную Кыргызстана 13 декабря 2014 года в товарищеском матче против сборной Китая. В последний раз за национальную сборную сыграл 15 июня 2021 года в матче против Японии (1:5). Всего за сборную провёл 38 официальных игр, забив 4 мяча.

## Тренерская карьера
31 октября 2023 года вошёл в тренерский штаб Штефана Тарковича, возглавившего сборную Кыргызстана.

## Личная жизнь
Супруга — модель Малика Садыгалиева. Дочь 2020 года рождения